# Libres para Elegir
Libres para Elegir (frei zu wählen) ist eine paraguayische politische Talkshow, die jeden Sonntagabend um 19:00 Uhr auf dem Kabelfernsehsender Unicanal ausgestrahlt wird. Der Titel der Sendung ist eine Anspielung auf das Buch Free to Choose von Milton Friedman.

## Konzept
Die Sendung wurde von dem deutschen Unternehmer Carsten Pfau und dem paraguayischen Fernsehproduzenten Hernán Rodriguez entwickelt. Sie wurde im Juli 2020 erstmals ausgestrahlt. Eine Gruppe von vier Experten diskutiert und debattiert über Themen aus Politik und Wirtschaft. Gelegentlich werden auch Gäste in die Sendung eingeladen. Der ideologische Hintergrund der Teilnehmer ist liberal-konservativ.
Die ursprüngliche Besetzung bestand aus Carsten Pfau (der auch die kommerziellen Rechte an der Sendung besitzt), Gustavo Leite (Paraguays ehemaliger Industrie- und Handelsminister), dem Wirtschaftswissenschaftler und Autor Victor Pavon und dem ehemaligen Model und heutigen Unternehmerin Laura Martino.
Im November 2020 verließ Gustavo Leite die Sendung, kehrt aber gelegentlich als Gast zurück. Seit April 2021 ist der argentinische Wirtschaftswissenschaftler und Politiker Javier Milei einmal pro Monat fester Gast in der Sendung. Seit Juli 2021 ist die Unternehmerin Maris Llorens Mitglied der Expertenrunde.